# Niambia longiantennata
Niambia longiantennata är en kräftdjursart som beskrevs av Stefano Taiti och Franco Ferrara1991. Niambia longiantennata ingår i släktet Niambia och familjen myrbogråsuggor. Inga underarter finns listade i Catalogue of Life.